# Kishinouyepenaeopsis maxillipedo
Kishinouyepenaeopsis maxillipedo is een tienpotigensoort uit de familie van de Penaeidae. De wetenschappelijke naam van de soort is voor het eerst geldig gepubliceerd in 1905 door Alcock.